# Aranda (planta)
× Aranda, (abreviado Aranda) en el comercio, es un híbrido intergenérico entre los géneros de orquídeas Arachnis y Vanda (Arach x V).